# Retor
Retor (grekiska: ῥήτωρ rhḗtōr) eller orator är en talare utbildad i retorik, vanligen en politiker eller en expert på retorik. Ordet retor kommer av ῥημα (rhêma) som betyder ord eller talesätt. Hos antikens greker var retorerna dels talare, dels lärare i vältalighet. Ibland avses sofist med ordet retor.
Retorerna kunde få uppdrag som advokater, diplomater och högtidstalare och de kunde framträda som uppvisningstalare, med enda syfte att briljera inför en kräsen publik. En sådan talare kunde då få i uppdrag att utifrån ett givet ämne improvisera ett tal. För att klara sådana uppgifter brukade retorerna ha ett förråd av inledningar som kunde tillgripas för olika ämnen.
I betydelsen lärare i vältalighet övergick ordet först till romarna, och senare till modernt språkbruk. Romarna kallade de praktiskt uppträdande talarna för orator. Dessa utbildade talare var i såväl Antikens Grekland som Rom högt värderade, och fungerade som opinionsbildare eller politiker.

## Antikens retorer
- Sofisterna, däribland: 
  - Gorgias
  - Protagoras
  - Hippias av Elis
- Perikles
- de tio attiska talarna (Grekland) 
  - Antifon
  - Andokides
  - Lysias
  - Isokrates
  - Isaios
  - Aischines
  - Lykurgos
  - Demosthenes
  - Hypereides
  - Deinarchos

- Aristogeiton
- Claudius Aelianus
- Decimus Magnus Ausonius
- Cicero
- Gnaeus Domitius Afer
- Eumenius
- Gaius Scribonius Curio
- Hegesippos
- Hermagoras av Temnos
- Marcus Porcius Cato
- Licinius Macer Calvus
- Marcus Licinius Crassus
- Nazarius
- Nikokles (~310-~388)
- Paulus av Tarsus
- Peter Eremiten
- Quintus Hortensius
- Marcus Fabius Quintilianus
- Seneca d.ä.
- Libanios (300-talet)
- Afthonios av Antiochia (300-talets slut)